# Damaru

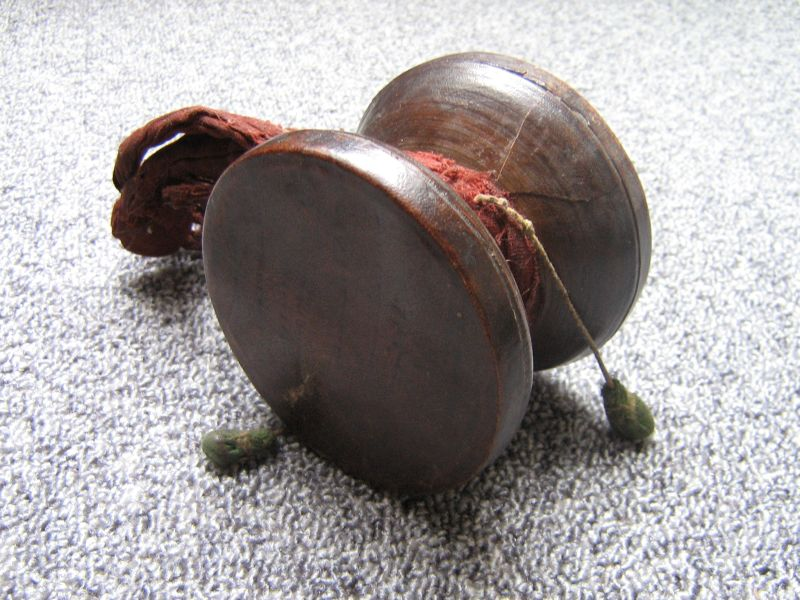
Un damaru tibétain

Le damaru et le dugdugi (Bengale) sont des petits tambours indiens à deux peaux en forme de sablier. Au Népal il se nomme aussi kal dab dab ou kantan dab dab et au Tibet, il se nomme thöd rnga.

## Facture
De taille modeste (15 cm de hauteur et 8 cm de diamètre) habituellement, il en existe de plus grands (60 cm de hauteur et 40 cm de diamètre) tenus à deux mains, utilisés dans les temples. Les peaux sont tendues par un système de cordelettes allant de l'une à l'autre. 
Fixée au bout d'une ficelle placée au centre de l'instrument, une grosse graine frappe alternativement chacune des peaux de chèvre lorsqu'on la secoue de droite à gauche.
Le dugdugi n'a pas de graine au milieu. Il a un corps en terre cuite. Il fonctionne comme l'hudukkâ ou l'idakka, en pressant les cordes à l'endroit le plus fin (jonction des cônes) pour faire moduler les notes de la peau frappée à la main.

## Jeu
Le damaru est un des attributs privilégiés du dieu hindou Shiva, notamment sous sa forme du danseur Nataraja. Il symbolise alors la pulsation sonore source de toute création, mais aussi le rythme que suit la danse de Shiva lors de la destruction du monde. Il joue également un rôle rituel et symbolique dans la pratique du chöd, au sein du bouddhisme tibétain. De ce fait, il est un compagnon des pèlerins et des musiciens itinérants. Le dugdugi est aussi réservé au folklore.

## Source
- (en) S. Sadie, The New Grove Dictionary of Musical Instruments, Macmillan, London, 1985.